# Vibeke Salicath
Vibeke Ingeborg Salicath (født Frisch, 1. august 1861 ; død 22. april 1921) var en dansk filantrop, feminist og politiker. Fra 1890'erne var hun sammen med sin søster Gyrithe Lemche aktivt medlem af Dansk Kvindesamfund, hvor hun fra 1901 redigerede Kvinden&Samfundet.

## References
1. ↑  Skjerbæk, Olaf J. "Vibeke Salicath". Gyldendal: Den Store Danske. Hentet 22. februar 2019.
2. ↑  Vammen, Tinne. "Vibeke Salicath (1861 - 1921)". Kvinfo. Hentet 22. februar 2019.